# Třída Leipzig
Třída Leipzig byla třída lehkých křižníků německé Reichsmarine a později Kriegsmarine. Celkem byly postaveny dvě jednotky této třídy. Ve službě byly v letech 1931–1946. Oba křižníky byly nasazeny ve druhé světové válce. Oba válku přečkaly. Nürnberg po válce v rámci reparací získal Sovětský svaz.

## Stavba
Celkem byly v  letech 1928–1935 postaveny dvě jednotky této třídy. Konstrukčně vycházely z předcházející třídy Königsberg. První postavila loděnice Kriegsmarinewerft Wilhelmshaven ve Wilhelmshavenu a druhý loděnice Deutsche Werke v Kielu.
Jednotky třídy Leipzig:
| Jméno    | Loděnice                        | Založení kýlu  | Spuštěna         | Vstup do služby   | Poznámka                                                      |
| -------- | ------------------------------- | -------------- | ---------------- | ----------------- | ------------------------------------------------------------- |
| Leipzig  | Kriegsmarinewerft Wilhelmshaven | 28. dubna 1928 | 18. října 1929   | 8. října 1931     | Dne 15. října 1944 poškozen, neopraven.                       |
| Nürnberg | Deutsche Werke                  | 1933           | 6. prosince 1934 | 2. listopadu 1935 | Roku 1946 předán sovětskému námořnictvu jako Admiral Makarov. |

## Konstrukce

### Leipzig

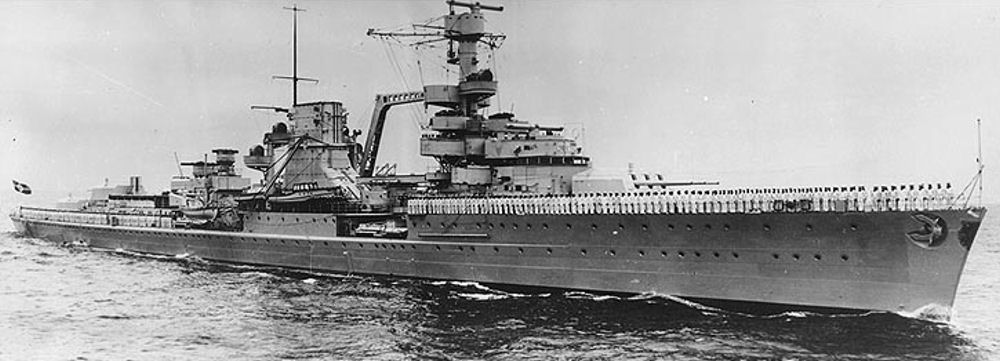
Leipzig

Hlavní výzbroj tvořilo devět 150mm kanónů umístěných ve třídělových věžích, dva 88mm kanóny a až 120 min. Pohonný systém kombinoval parní turbíny pohánějící dva lodní šrouby s diesely, které poháněly třetí šroub. Osm kotlů Marine pohánělo dvě turbíny Germania o výkonu o výkonu 60 000 hp. Čtyři diesely MAN přidávaly dalších 12 400 hp výkonu. Nejvyšší rychlost dosahovala 32 uzlů.

### Nürnberg
Křižník měl mírně upravenou nástavbu, silnější výzbroj, větší rozměry a výtlak. Výzbroj tvořilo devět 150mm kanónů, osm 88mm kanónů, osm 37mm kanónů, čtyři 20mm kanóny, dvanáct 533mm torpédometů a 120 min. Byl vybaven katapultem a dvěma hydroplány He 60. Rychlost a dosah křižníku zůstaly beze změn.

## Služba

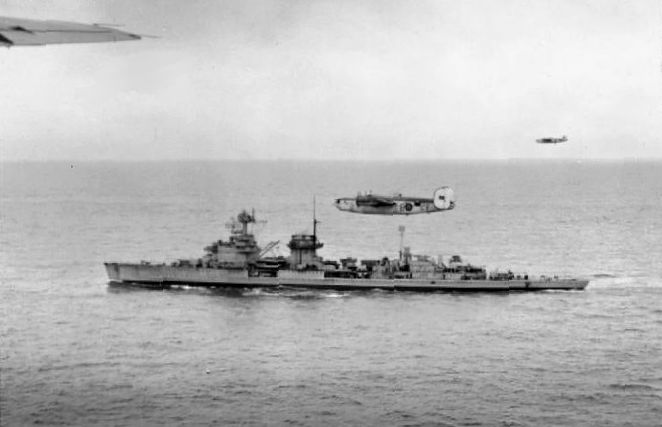
Nürnberg pluje do zajetí

Dne 13. prosince 1939 Leipzig a Nürnberg torpédovaly britské ponorky HMS Salmon a HMS Ursula. Leipzig nebylo možné zcela opravit, takže po opravě sloužil jako cvičná loď. Křižník mimo jiné přišel o čtyři kotle a jeho rychlost poklesla na 24 uzlů. Oprava Nürnbergu trvala čtyři měsíce. Dne 15. října 1944 byl Leipzig vážně poškozen kolizí s těžkým křižníkem Prinz Eugen. Do konce války se jej nepovedlo opravit. Do trupu Leipzigu Spojenci naložili chemickou munici a dne 11. července 1946 jej potopily ve Skagerraku. Nürnberg válku přečkal a jako reparaci jej získal SSSR. Sloužil jako Admiral Makarov. Roku 1960 byl sešrotován.